# Karim Saidi (acteur)
Pour les articles homonymes, voir Saidi.
Pour le  footballeur tunisien, voir Karim Saïdi.
Karim Saidi, né le 17 juillet 1973 à La Seyne-sur-Mer en Provence, est un acteur franco-marocain.

## Biographie
Karim Saidi est né à La Seyne-sur-Mer dans une famille d'origine marocaine. Après ses études et plusieurs petits boulots, il s'engage dans le 2e régiment d'infanterie de marine (2e RIMa), stationné au Mans. Il y reste trois ans, part en mission au Tchad et sert comme casque bleu en Bosnie. Démobilisé, il intègre une école hôtelière puis ouvre le premier restaurant kebab du Golfe de Saint-Tropez.
Encouragé par l'humoriste Yves Lecoq, il suit une formation d'acteur, auprès de Jean-Michel Steinfort, au Studio Pygmalion et commence sa carrière au cinéma, avec le rôle d'un terroriste palestinien, dans Munich de Steven Spielberg. Il enchaîne ensuite les tournages dans des productions cinématographiques françaises, allemandes, marocaines et américaines. Il travaille avec des réalisateurs comme Philippe Harel, Abdelkrim Derkaoui, Xavier Palud, Abdellatif Kechiche ou Larry Charles, et partage l’affiche avec des acteurs de renom tels que Eric Bana, Saïd Taghmaoui, Thierry Frémont, David Carradine, Léa Seydoux, Amira Casar, Omar Lotfi et Nicolas Cage.
Il apparaît également dans des courts-métrages, des téléfilms et des séries : Une famille formidable, Affaires étrangères, ZorRoh, A.D. The Bible Continues.

## Filmographie

### Cinéma

#### Longs métrages
- 2004 : Tu vas rire, mais je te quitte de Philippe Harel : Mourad le dragueur
- 2005 : Munich de Steven Spielberg : Denawi/Adnan Al-Gashey
- 2007 : 24h Marrakech, 2e segment High de Narjisse Tahiri : Fahd
- 2008 : Les larmes d'argent de Mourad Boucif
- 2008 : Kandisha de Jérôme Cohen-Olivar : l'informateur
- 2008 : Chroniques blanches d'Abdelkrim Derkaoui : Youssef le trafiquant tunisien
- 2009 : La Double Vie de Daniel Shore (Die zwei Leben des Daniel Shore) de Michael Dreher
- 2010 : Djinns d'Hugues Martin et Sandra Martin : Nacer
- 2010 : Mirages  de Talal Selhami [5] : Hicham
- 2012 : À l'aveugle de Xavier Palud : un garde rappoché
- 2012 : Road Nine de Sébastien Rossi : Mouss
- 2012 : Flocons de sable de Mohamed Minkhar
- 2012 : Les Oubliés de Dieu de Hicham Ain El Hayat
- 2012 : Kanyamakan (كان يا مكان) de Said C. Naciri : Tarek
- 2013 : La Vie d'Adèle d'Abdellatif Kechiche : Kader
- 2014 : La Malédiction de Mésopotamie (Curse of Mesopotamia) de Lauand Omar : le Roi Azdahak
- 2014 : L’écharpe rouge (Al ouichah al ahmar) de Mohammed Lyounsi : Hamed
- 2015 : Jusqu'au bout de l'espoir de Mohamed Smail : Momo
- 2016 : Army of One de Larry Charles : l'homme ivre
- 2016 : Indigo de Selma Bargach : Amine
- 2017 : Hayat (حياة) de Raouf Sebbahi : le chauffeur
- 2017 : Prendre le large de Gaël Morel : l'homme du ramassage
- 2017 : Burn Out (بورن أوت) de Nour-Eddine Lakhmari : Monsieur Ghazali
- 2018 : Braquage (Brakaj Bel-Maghrebiyyah) de Ahmad El-Taheri El-Idrisi
- 2019 : Il primo natale de Ficarra e Picone : le gardien de prison
- 2020 : Redemption Day de Hicham Hajji : Abu Karim
- 2021 : Water of Love de Fabien Martorell et Ileana D. Vasquez : Khalid
- 2023 : Expendables 4

#### Courts métrages
- 2003 : L’ascenseur de Selma Bargach
- 2004 : Tango de Jean-Michel Steinfort : l’homme
- 2004 : Acharnés de Régis Mardon : un policier
- 2007 : Killing me softly d'Alexis Caro [6] : un dealer
- 2008 : Tentations de Mohcine Nadifi : le dealer
- 2008 : Marrakech by night de  Mahassine Massi
- 2009 : 37 kilomètres celsius d'Othman Naciri
- 2010 : The Sheperd de Nicolas Pier Morin : le garde du corps
- 2010 : Casa Riders de Youssef Britel : Karim
- 2010 : Maison bleue de Matthieu Brillard et Cédric Delport : Ahmed
- 2015 : Tapette de Satya Dusaugey : Thierry
- 2015 : Two Lines d'Illoyd Campos & Nicolas Van Beveren : Kaïs
- 2016 : Mohamed le prénom... de Malika Zaïri : Mohamed
- 2016 : Pièce de théâtre de Khalid Douache
- 2017 : Wendigo de Verge Saillante : Aigle Malin
- 2019 : Fadiha de Khalid Douache

### Télévision

#### Téléfilms
- 2010 : Les casablancaises Narjiss Nejjar
- 2011 : Flirtcamp d'Oliver Dommenget
- 2013 : Les Enfants terribles de Casablanca d'Abdelkrim Derkaoui
- 2020 : Le Remplaçant (en 2 parties) de Nicolas Guicheteau

#### Séries télévisées
- 2007 : Une famille formidable, épisode Vacances marocaines de Joël Santoni : le serveur de la gargote
- 2009 : ZorRoh, 30 épisodes de Mohamed Achaour : Jacouzi
- 2009-2012 : Une heure en enfer d'Ali El Mejboud
- 2011 : Affaires étrangères, épisode Maroc de Vincenzo Marano : Abdelamar Bencassim
- 2012 : Les Gardiens (Aassas) d'Ahmed Aksas
- 2012-2013 : Les voisins de Driss Roukhe : Momo
- 2013 : La Bible, 1 épisode de Tony Mitchell
- 2014 : Zin Lbyar, 30 épisodes d'Ahmed Aksas : le docteur Ahmed
- 2015 : A.D. The Bible Continues (en), 2 épisodes de Ciaran Donnelly : Quintus
  - The Body Is Gone
  - The Spirit Arrives
- 2015 : Duel au soleil d'Olivier Guignard : Amar
- 2015-2015 : Marhba bshabi, 30 épisodes d'Ali Tahiri : le Chat
- 2016 : Tunnel, 1 épisode de Gilles Bannier
  - Saison 2, épisode 3 : un comerçant
- 2016 : Duel au soleil, 1 épisode d'Olivier Guignard
  - Saison 2, épisode 5 : A l'eau claire : Amar
- 2019-2020 : The Attaché, 6 épisodes de  Eli Ben-David
  - Saison 1, épisode 2
  - Saison 1, épisode 4
  - Saison 1, épisode 5
  - Saison 1, épisode 7
  - Saison 1, épisode 9
  - Saison 1, épisode 10

### Documentaires fiction
- 2005 : Mémoires d'otages de Jean-Luc Breitenstein
- 2011 : Planète Egypte (Planet Egypt) de Stéphane Koester, pour ARTE